# Opération Interception
L'Opération Interception (Operation Intercept) fut annoncée par le président des États-Unis Richard Nixon le dimanche 21 septembre 1969 afin de lutter contre le trafic de cannabis. Annoncée par surprise, durant la saison de récolte, elle visait à contrôler la frontière entre le Mexique et les États-Unis afin d'empêcher toute importation de cannabis sur le sol américain.
Le plan, qui consista en une surveillance terrestre, maritime et aérienne de la frontière, fut gardé confidentiel jusqu'au dernier moment, bien que le président du Mexique Gustavo Diaz Ordaz en avait été averti lors de l'inauguration du barrage frontalier Lake Amistad Dam International Crossing (en) le 8 septembre 1969. L'essentiel de la surveillance consistait en la fouille de chaque véhicule traversant la frontière, autorisées par mandat pendant une durée de trois minutes. 
À la suite des plaintes des voyageurs ainsi que du président Diaz Ordaz, les fouilles furent réduites après 10 jours et l'opération abandonnée après 20.
L'administration Nixon croyait avoir réussi à convaincre le gouvernement mexicain de s'attaquer de façon plus agressive à la culture de plantes psychotropes et à la production et au commerce de stupéfiants. En fait, l'opération échoua sur le plan immédiat, mais réussit à faire de la lutte contre la toxicomanie et du thème de la « drogue » une priorité nationale, popularisant ainsi la « guerre contre la drogue » initiée par Washington.